# Tribunal Regional do Trabalho da 8.ª Região
O Tribunal Regional do Trabalho da 8ª Região (TRT8), com sede em Belém, estado do Pará, é um órgão regional da Justiça do Trabalho, pertencente ao Poder Judiciário da República Federativa do Brasil, o qual exerce jurisdição em todo o território dos estados do Pará e Amapá, abrangendo 160 municípios.

## Administração
Atualmente é presidido pela desembargadora Pastora do Socorro Teixeira Leal.

## Composição
O TRT8 é composto por vinte e um desembargadores, que são, por ordem de antiguidade:
- Vicente José Malheiros da Fonseca
- Rosita de Nazare Sidrim Nassar
- Georgenor de Sousa Franco Filho
- José Edílsimo Eliziário Bentes
- Francisca Oliveira Formigosa
- Francisco Sergio Silva Rocha
- Suzy Elizabeth Cavalcante Koury
- Pastora do Socorro Teixeira Leal
- Alda Maria de Pinho Couto
- Graziela Leite Colares
- Gabriel Napoleão Velloso Filho
- Marcus Augusto Losada Maia
- Mário Leite Soares
- Sulamir Palmeira Monassa de Almeida
- Luis José de Jesus Ribeiro
- Walter Roberto Paro
- Mary Anne Acatauassú Camelier Medrado
- Maria Valquíria Norat Coelho
- Ida Selene Duarte Sirotheau Correa Braga
- Maria Zuíla Lima Dutra
- Paulo Isan Coimbra da Silva Júnior